# Cratere Afua
Afua  è un cratere sulla superficie di Venere.